# Renhuvud
Renhuvud är benämningen på en medeltida släkt som förde ett renhuvud i vapnet, och vars medlemmar kallades Finne i tillnamn. Släkten har också senare av forskare kallats Renhuvud efter vapnet, och äldre Sten Henrikssons släkt. Från denna släkt härstammade på mödernet den yngre Sten Henriksson Finne, adlad 1536 av Kung Gustav Vasa, med samma vapen och namnet Finne.
Sten Henriksson den äldre är ättens äldsta kända medlem. Han var ursprungligen rådman i Åbo. Han nämns 1447 och 1450 som fogde på Tavastehus. Han nämns som fogde i Norrbotten 1454. 1456 är han fogde på Korsholm. 10 februari 1445 får han skölde- och frälsebrev av kung Karl Knutsson. Han lever ännu 21 december 1490. Han gifte sig före 1456 med Anna, dotter till Gödeke Fincke (äldre ätten Fincke) och Katarina Nilsdotter (Tavast). Hon var död 1473 då arvskiftet efter föräldrarna skedde. Sten Henriksson gifte om sig 8 oktober 1480 med Anna Jakobsdotter, dotter till Jeppe Kurck (äldre ätten Kurck) och Karin Klasdotter (Djäkn, Lydekasönernas ätt).
Två av hans döttrar är kända, varav den äldre, Ingrid Stensson, gifte sig med Henrik Finne i Sääksmäki socken.
Henrik Stensson (Renhuvud), Sten Henrikssons son, död 1522, var en svensk slottshövding, häradshövding, lagman och riksråd. Fogde på Tavastehus 1503, Härads-hövding i Vemo härad 1506. Lagman i Norrfinne lagsaga 1507 och riksråd 1513. Följde 1513 Nils Eskilsson Banér till Ryssland för att vinna bekräftelse på avlidne riksföreståndaren Svante Stures dagtingan med detta land. Hövitsman på Raseborg från 1513. 
Henrik Stensson blev 1520 avrättad i Åbo, på kung Kristian IIs befallning, varvid han slöt den äldre ätten.
Den yngre ätten bildades från Sten Henriksson den äldres dotter, Ingrid Stensson, vilken gifte sig med Henrik Finne.
Deras son häradshövdingen Sten Henriksson d. y. (nämnd 1529— 39), som förde samma vapen, slöt ätten på manssidan 1539.